# Robert Kendrick
Pour les articles homonymes, voir Kendrick.
Robert Kendrick est un joueur de tennis américain, professionnel de 2000 à 2014.

## Carrière
À Wimbledon en 2006, il a mené deux manches à zéro contre Rafael Nadal alors que celui-ci était numéro 2 mondial.

## Palmarès

### Titre en double (1)
| No | Date       | Nom et lieu du tournoi                             | Catégorie   | Dotation  | Surface      | Partenaire    | Finalistes                    | Score     |          |
| -- | ---------- | -------------------------------------------------- | ----------- | --------- | ------------ | ------------- | ----------------------------- | --------- | -------- |
| 1  | 10-07-2006 | Campbell’s Hall of Fame Championships Newport (RI) | Int' Series | 355 000 $ | Gazon (ext.) | Jürgen Melzer | Jeff Coetzee Justin Gimelstob | 7-63, 6-0 | Parcours |

### Finale en double (1)
| No | Date       | Nom et lieu du tournoi | Catégorie   | Dotation  | Surface    | Vainqueurs                        | Partenaire     | Score         |          |
| -- | ---------- | ---------------------- | ----------- | --------- | ---------- | --------------------------------- | -------------- | ------------- | -------- |
| 1  | 10-02-2003 | Siebel Open San José   | Int' Series | 355 000 $ | Dur (int.) | Lee Hyung-taik Vladimir Voltchkov | Paul Goldstein | 7-5, 4-6, 6-3 | Parcours |

## Parcours dans les tournois duGrand Chelem

### En simple
| Année | Open d'Australie | Open d'Australie | Internationaux de France | Internationaux de France | Wimbledon       | Wimbledon    | US Open         | US Open        |
| ----- | ---------------- | ---------------- | ------------------------ | ------------------------ | --------------- | ------------ | --------------- | -------------- |
| 2003  | —                | —                | —                        | —                        | 1er tour (1/64) | F. López     | 1er tour (1/64) | A. Vinciguerra |
| 2004  | —                | —                | —                        | —                        | —               | —            | —               | —              |
| 2005  | —                | —                | —                        | —                        | —               | —            | —               | —              |
| 2006  | —                | —                | —                        | —                        | 2e tour (1/32)  | R. Nadal     | 1er tour (1/64) | A. Murray      |
| 2007  | 1er tour (1/64)  | R. Nadal         | 1er tour (1/64)          | J. P. Brzezicki          | 1er tour (1/64) | T. Robredo   | 1er tour (1/64) | I. Andreev     |
| 2008  | 1er tour (1/64)  | A. Delić         | —                        | —                        | —               | —            | 2e tour (1/32)  | N. Djokovic    |
| 2009  | 1er tour (1/64)  | R. Söderling     | 2e tour (1/32)           | G. Simon                 | 1er tour (1/64) | A. Murray    | 2e tour (1/32)  | T. Haas        |
| 2010  | —                | —                | —                        | —                        | 1er tour (1/64) | J.-W. Tsonga | 1er tour (1/64) | G. Monfils     |
| 2011  | —                | —                | 1er tour (1/64)          | G. García-López          | —               | —            | —               | —              |

N.B. : à droite du résultat se trouve le nom de l'ultime adversaire.

### En double
| Année | Open d'Australie        | Open d'Australie                   | Internationaux de France     | Internationaux de France | Wimbledon                 | Wimbledon                  | US Open                     | US Open                        |
| ----- | ----------------------- | ---------------------------------- | ---------------------------- | ------------------------ | ------------------------- | -------------------------- | --------------------------- | ------------------------------ |
| 2001  | —                       | —                                  | —                            | —                        | 1er tour Brandon Hawk     | Wayne Black Kevin Ullyett  | —                           | —                              |
| 2002  | —                       | —                                  | —                            | —                        | 1er tour Rogier Wassen    | Joshua Eagle Sandon Stolle | —                           | —                              |
| 2003  | —                       | —                                  | —                            | —                        | 1er tour Vincent Spadea   | Wayne Arthurs Paul Hanley  | —                           | —                              |
| 2004  | 1er tour Vincent Spadea | Jiří Novák Radek Štěpánek          | —                            | —                        | —                         | —                          | —                           | —                              |
| 2005  | —                       | —                                  | —                            | —                        | —                         | —                          | —                           | —                              |
| 2006  | —                       | —                                  | —                            | —                        | —                         | —                          | 1er tour Robby Ginepri      | Jarkko Nieminen Graydon Oliver |
| 2007  | 1er tour Bobby Reynolds | Fabrice Santoro Nenad Zimonjić     | 1er tour (1/32) J. Gimelstob | M. Melo André Sá         | —                         | —                          | 1/4 de finale S. Querrey    | J. Benneteau N. Mahut          |
| 2008  | 1er tour Jim Thomas     | Marcel Granollers Santiago Ventura | —                            | —                        | —                         | —                          | 1er tour Ryan Sweeting      | Jonathan Erlich Andy Ram       |
| 2009  | —                       | —                                  | 1er tour (1/32) R. Ginepri   | B. Bryan M. Bryan        | 2e tour (1/16) S. Querrey | D. Nestor N. Zimonjić      | 3e tour (1/8) J. Tipsarević | D. Nestor N. Zimonjić          |
| 2010  | —                       | —                                  | —                            | —                        | —                         | —                          | 2e tour (1/16) R. Harrison  | M. Fyrstenberg M. Matkowski    |

N.B. : le nom du ou de la partenaire se trouve sous le résultat ; le nom des ultimes adversaires se trouve à droite.

### En double mixte
N.B. : le nom du ou de la partenaire se trouve sous le résultat ; le nom des ultimes adversaires se trouve à droite.